# フランソワ・ファベール

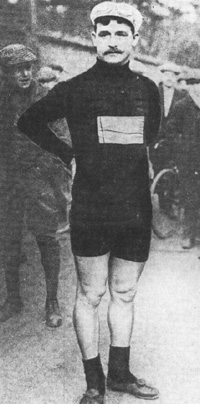
フランソワ・ファベール

フランソワ・ファベール（François Faber、1887年1月26日-1915年5月9日）は、フランス・カランシー出身で、ルクセンブルク国籍の名自転車競技選手。フランス国籍以外の選手として、初めてツール・ド・フランスで総合優勝を果たした。

## 経歴
フランス生まれながらも、父親がルクセンブルク人だったこともあり、後にルクセンブルク国籍を取得。1906年のツール・ド・フランスに出場するも途中棄権。翌1907年のツール・ド・フランスでは総合6位に入った。1908年のツール・ド・フランスでは、山岳ステージの第2、第3ステージを制して、史上初の総合連覇を達成した、ルシアン・プティブルトンに次いで総合2位となった。また、同年のジロ・ディ・ロンバルディアで優勝。
1909年のツール・ド・フランス。第2ステージからアルプス越えステージを含む第6ステージまで5連続区間優勝を果たし、第10ステージも制覇して、最終的にギュスタヴ・ガリグーに20ポイントの差をつけ、ルクセンブルク国籍選手として初のツール・ド・フランス総合優勝を果たした。さらに、この年のパリ～ツールを制覇した。
1910年のツール・ド・フランスでは区間3勝を果たし、オクタヴ・ラピーズに次いで総合2位。また、パリ～ツールを連覇。1911年、ボルドー～パリを制覇。再び時間制に総合成績争いが改められた1913年のツール・ド・フランスでは区間2勝を挙げ総合5位。さらにこの年のパリ～ルーベを制覇した。
1914年のツール・ド・フランスでは区間2勝を挙げて総合9位。しかしこの年、第一次世界大戦が勃発。ファベールはフランス外人部隊に参加、自転車選手としてピリオドを打つとともに、二度と選手として復帰することはなかった。
1915年5月9日、ファベールは死亡。死因については、丁度この日、ファベールに娘が誕生したという電報が入り、小躍りして喜んでいたところ、ドイツ兵にその光景を見つけられて射殺されたという説、あるいは、第二次アルトワの戦いで戦死した、瀕死の味方を介抱している所を敵に頭部を撃たれた等の説がある。